# Haima (Oman)
Haima (ook geschreven als Hayma) is de hoofdstad van de Omaanse regio Al Wusta, in het midden van het land. Bij de volkstelling van 2003 telde Haima 3207 inwoners.